# Acropora prolifera
Espèce
Statut CITES
Acropora prolifera est une espèce de coraux appartenant à la famille des Acroporidae.